# Araña Negra
Araña Negra es el nombre de varios personajes que aparecen en las cómics publicados por DC Comics. Son representados como villanos y los dos primeros fueron enemigos de Batman.

## Biografías de los personajes ficticios

### Eric Needham
El Araña Negra original apareció por primera vez en Detective Comics #463 (septiembre de 1976) y fue creado por Gerry Conway. Eric Needham es un delincuente de poca monta que es adicto a la heroína. Desesperado por conseguir dinero para comprar más droga, roba una tienda de licores. Mata al propietario, que resulta ser su padre. Después de ser arrestado, él deja el hábito por remordimiento y comienza una guerra contra el narcotráfico.
Poniéndose un traje, se convierte en un vigilante de estilo propio y comienza matando a los sospechosos de tráfico de drogas. Esto lo pone en conflicto con Batman. Needham cree que los dos deberían ser aliados, ya que ve el propósito común en su guerra contra los criminales. Sin embargo, sus métodos asesinos le ponen constantemente en desacuerdo con el caballero oscuro.
La parafernalia y las misiones de Needham como la Araña Negra eran financiadas por un hombre que en realidad está involucrado en secreto con narcóticos y quiere acabar con la competencia. 
A pesar de su deseo profeso para combatir a los criminales, la Araña Negra en ocasiones se alía con villanos disfrazados (sobre todo en la reunión de super-villanos en Detective Comics #526 y Batman #400). Aparentemente, el objetivo de la Araña Negra en esto es buscar venganza contra Batman, o al menos, así es como él trató de justificar sus acciones en su propia mente. Needham también enfrentó a King Faraday y Nightshade en una breve retrospectiva en Secret Origins #28.
Durante su guerra, la esposa y el hijo de Needham son asesinados por un capo de la droga que descubre la identidad de la Araña Negra. En cólera, la araña se prepara para un asalto final. Tras recibir varios disparos, Needham invade la sede del capo de la droga y detona los explosivos atados a su espalda, matando a los narcotraficantes en el proceso.
Eric Needham más tarde aparece en el cómic de fantasía aclamado por la crítica de Neil Gaiman, The Sandman, saliendo con el personaje secundario, Lyta Hall. No se dio explicación alguna por su resurrección.
Cualquiera que sea el caso, la supervivencia de Needham ya ha sido confirmada y el personaje ha hecho apariciones posteriores como la Araña Negra, como en la miniserie Underworld Unleashed. Fue visto en Identity Crisis como aliado de Deadshot, Monocle, y Merlyn. Es más tarde, un miembro de La Sociedad.
Él es uno de los villanos enviados a recuperar la tarjeta gratis de Sal del Infierno de los Seis Secretos. 

#### The New 52
En The New 52, Eric aparece como un miembro del Escuadrón Suicida, aunque resiente a ser obligado a trabajar con criminales a pesar de no ser uno él mismo. Amanda Waller finalmente le permite salir del equipo, afirmando que él no es un monstruo como los demás. Eric declina declarando que "necesita" al equipo después de perder a su familia.

### Johnny LaMonica
El segundo Araña Negra apareció por primera vez en Batman #518 (mayo de 1995). El asesino a sueldo profesional Johnny LaMonica toma el nombre de "Araña Negra", cuando es enviado a matar al señor del crimen Máscara Negra. Él es frustrado por Batman y enviado a prisión. Él sufre lesiones durante este incidente que le deja en su rostro una desfigurada red de cicatrices, dándole a su elección del apodo un toque irónico.
Más tarde es asesinado por el detective Crispus Allen durante un tiroteo de pandillas. Araña Negra había abierto fuego contra la detective Renee Montoya, preparándose para matarla, cuando Allen descargó su cargador en el villano.

### Derrick Coe
Una tercera Araña Negra aparece poco después como un miembro de la Sociedad. Apareció por primera vez en Birds of Prey #87 (diciembre de 2005). Otros miembros de la Sociedad informaron que fue dado por muerto. De nombre real Derrick Coe, al parecer compró su "franquicia de villano" de Calculator, que le asigna ayudar a torturar a Sabio para que revele la identidad de Oráculo. Cuando Oráculo envía a su grupo de ataque, Birds of Prey, para rescatar a Sabio, Sabio arroja a Coe por la ventana, casi matándolo — Canario Negro especula que puede ser un metahumano, permitiéndole sobrevivir a la experiencia.
También fue visto en Gotham durante "Battle for the Cowl" , luchando y perdiendo con Manhunter.
Coe más tarde reaparece como miembro de la nueva Liga de la Injusticia y uno de los supervillanos exiliados en Salvation Run.

## En otros medios

### Televisión
- Araña Negra aparece en Young Justice con la voz de Josh Keaton. Es miembro de la Liga de las Sombras. En "Infiltrado," Araña Negra, Cheshire y Hook son enviados a derrotar al equipo de Justicia Joven y asesinar a la Dra. Serling Roquette. Fue noqueado por Kid Flash. De acuerdo a Greg Weisman, Araña Negra escapó del transporte de la prisión antes de que pudiera llegar a Belle Reve.[6] Él reapareció más tarde en "Inseguridad" donde intentó asesinar a un periodista llamado Bernell Jones sólo para ser frustrado por Flecha Verde y Artemis.

### Películas
- Araña Negra aparece en la película animada Superman/Batman: Public Enemies. Él es uno de los muchos supervillanos tratando de cobrar la recompensa por Superman.[cita requerida]
- Él aparece en Batman: Assault on Arkham, con la voz de Giancarlo Esposito.[7]

### Videojuegos
Araña Negra también fue mencionado en Batman: Arkham Origins en una carpeta en la Fundición Sionis con un sello rojo de "Rechazado" en ella, lo que implica que el Joker (disfrazado de Máscara Negra) consideró contratarlo para asesinar a Batman, pero decidió no hacerlo.[cita requerida]

### Misceláneos
- La versión de Eric Needham de Araña Negra aparece como un miembro de la banda de Máscara Negra en Batman Adventures #5-8.[cita requerida]
- Araña Negra apareció en el cómic spin-off de Young Justice. En la edición # 3, fue enviado con Hook para asesinar a la consejera delegada de Empresas Farano, Selena Gonzales. Araña Negra y Hook se toparon con Robin, Aqualad, y Kid Flash (que la estaban protegiendo en ese entonces) donde Araña Negra los ató en sus redes. En la edición # 4, Robin, Aqualad, Kid Flash y se liberaron y derrotaron a Araña Negra y Hook.[cita requerida]